# Hvozdnice (přítok Moravice)
Hvozdnice (přítok Moravice) je vodní tok, který pramení v okrese Bruntál, v Moravskoslezském kraji. Je levostranným přítokem řeky Moravice mezi Opavou a Hradcem nad Moravicí. Celková délka řeky je 36,45 km a jeho povodí má rozlohu zhruba 163,5 km².

## Popis
Hvozdnice pramení asi 3 km jihozápadně od Horního Benešova, v zalesněném údolí zhruba 1 km východně od vrcholku Liščího vrchu (701 m n. m.) v nadmořské výšce 588 m.
Teče jižním směrem, ale nedaleko od Leskovce nad Moravicí se obrací východním směrem. Na svém toku protéká kolem obce Bohdanovice a v Jakartovicích zleva přijímá Heřmanický potok. Dále míjí Hlavnický Mlýn, protéká Přírodním parkem Jakartovice, obcí Mladecko, Litultovice (Pilný Mlýn), Dolní Životice, Štáblovice (Štáblovický Mlýn). Odtud protéká Přírodní rezervací Hvozdnice až k obci Slavkov. Pak protéká podél severního okraje přírodní památky Otická sopka. Po průtoku Oticemi asi 1500 m východně od obce proteče pod železniční tratí a pod silnicí I/57 a pak zhruba po 1000 metrech se zleva vlévá v nadmořské výšce 253 m do řeky Moravice.
V úseku mezi Jakartovicemi a Oticemi podél levého břehu Hvozdnice prochází železniční trať Opava východ – Svobodné Heřmanice.

## Přítoky Hvozdnice
- ř. km 31,35 - Jamník (délka 4,73 km) - zleva - východně od Leskovce nad Moravicí
- ř. km 22,38 - Heřmanický potok (délka 10,14 km) - zleva - v Jakartovicích
- ř. km 18,74 - Deštná (délka 7,56 km) - zprava - v Mladecku
- ř. km 12,87 - Litultovický potok (délka 4,55 km) - zleva - v Dolních Životicích
- ř. km 9,75 - Mikolajický potok (délka 3,93 km) - zprava - u Štáblovic
- ř. km 8,04 - Uhlířovský potok (délka 4,45 km) - zprava - u Štáblovického Mlýnu
- ř. km 0,14 - Macalka (délka 5,64) - zprava - 140 m před soutokem s Moravicí